# Loona (Saaremaa)
Koordinaten: 58° 20′ N, 22° 1′ O

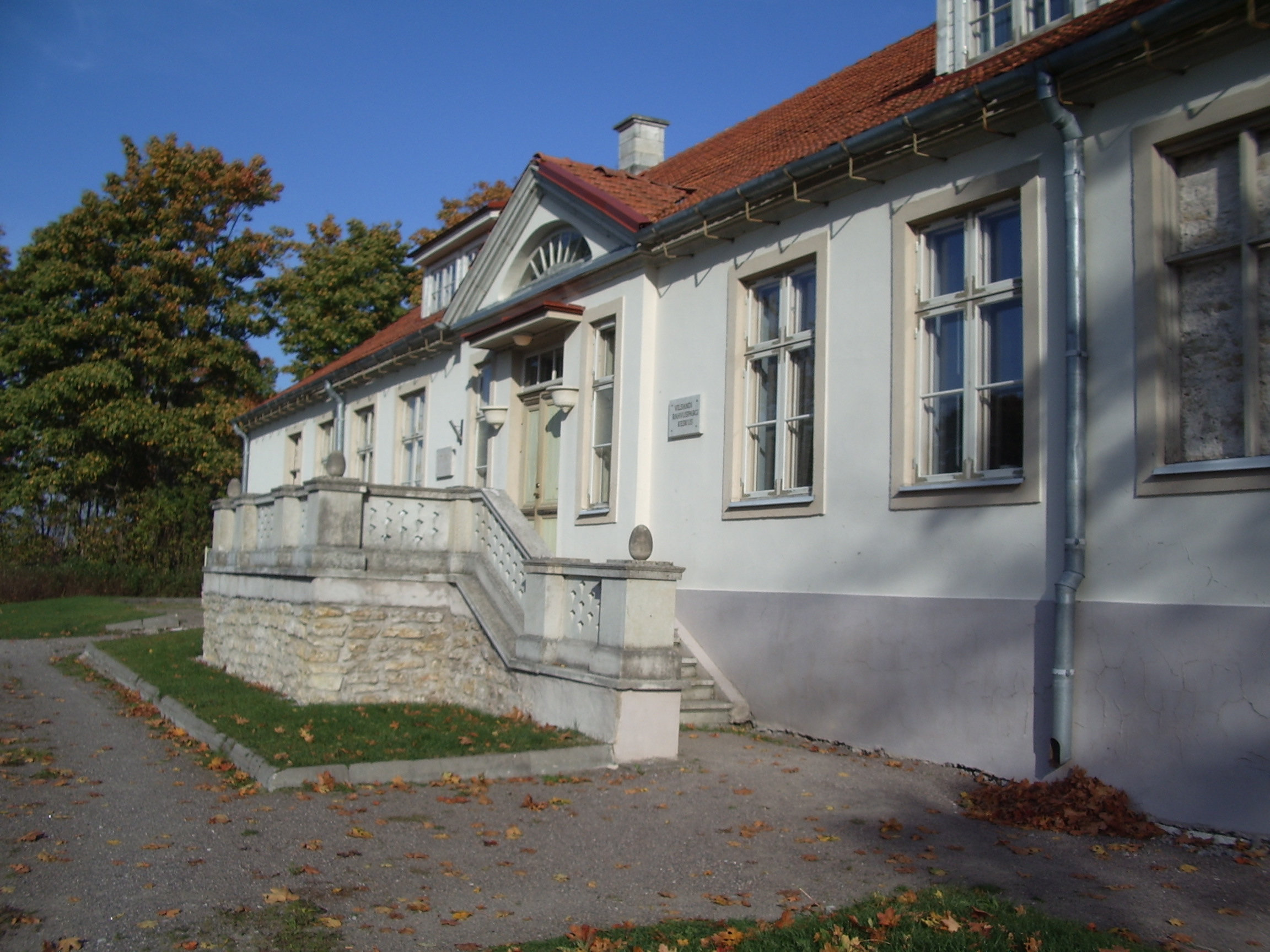
Herrenhaus des Gutes

Loona (deutsch Kadvel) ist ein Dorf (estnisch küla) auf der größten estnischen Insel Saaremaa. Es gehört zur Landgemeinde Saaremaa (bis 2017: Landgemeinde Kihelkonna) im Kreis Saare.

## Einwohnerschaft und Lage
Das Dorf hat neun Einwohner (Stand 31. Dezember 2011). Es liegt 29 Kilometer nordwestlich der Inselhauptstadt Kuressaare.

## Gut Loona
Nach mündlicher Überlieferung soll im Mittelalter ein Nonnenkloster mit Kapelle am Ort gestanden haben. Der Hof bestand bereits während des 15. Jahrhunderts. Für 1480 ist ein Hans Scharenbrech als Eigentümer nachgewiesen.
Von 1514 bis 1791 stand das Gut im Eigentum der adligen deutschbaltischen Familie Lode. Daher stammt auch der estnische Name des Ortes. Während des 19. Jahrhunderts war das Gut im Besitz der Familie Hoyningen-Huene. Letzte Privateigentümerin vor der Enteignung im Zuge der estnischen Landreform 1919 war die Deutschbaltin Olga Baronin Hoyningen-Huene.
Das heutige Herrenhaus im Stil des Barock stammt von 1785. Einige Bauelemente sind aus früherer Zeit erhalten geblieben, besonders die dicken Mauern im Keller, die auf eine frühere Vasallenburg schließen lassen. Im 19. Jahrhundert wurde über dem Haupteingang ein Dreiecksgiebel angebracht. Zur selben Zeit wurde auch der Park erweitert und um einen Gartenpavillon ergänzt.
Das Herrenhaus wurde 1997 umfassend renoviert. Heute befinden sich darin die Verwaltung des Nationalparks Vilsandi sowie ein Gästehaus.